# Địa hạt Guernsey
Địa hạt Guernsey (tiếng Pháp: Bailliage de Guernesey) là một Lãnh địa vương quyền của Anh trong eo biển Măng-sơ về phía bờ biển Normandie.
Theo các điều khoản của Hiệp ước Le Goulet năm 1204, lãnh thổ Địa hạt Guersey sẽ bao gồm một số hòn đảo nằm trong Eo biển Manche, được chia thành 3 khu vực pháp lý riêng, bao gồm: Guernsey, Alderney và Sark, trong đó riêng Herm được quản lý như một phần của Guernsey.
Toàn bộ lãnh thổ của Địa hạt Guernsey, ngoài đảo chính cùng tên chiếm hơn 83% diện tích toàn lãnh thổ, thì còn bao gồm các đảo Alderney, Sark, Herm, Jethou, Brecqhou, Burhou, Lihou và những tiểu đảo khác. Mặc dù việc phòng thủ của những đảo này là trách nhiệm của Vương quốc Liên hiệp Anh và Bắc Ireland, Guernsey không phải là một phần của Vương quốc Anh mà là một sở hữu riêng của Hoàng gia, giống như Đảo Man. Guernsey cũng không phải thành viên của Liên minh châu Âu. Đảo Guernsey được chia thành 10 xã. Cùng với Địa hạt Jersey, nó nằm trong nhóm đảo được biết đến với tên Quần đảo Eo biển. Guernsey thuộc về Khu vực Du lịch chung.
Người dân Guernsey về mặt pháp lý là công dân của Vương quốc Anh, vì vậy họ có quyền ra vào và cư trú ở đó. Họ cũng được xem như là công dân của Liên hiệp Âu châu với sự hạn chế về tự do đi lại và cư trú cũng như những đặc quyền mà một người công dân Liên hiệp Âu châu được hưởng, ngoại trừ khi cha mẹ, hay ông bà đã xuất thân từ Vương quốc Anh, hay họ đã cư ngụ ở đó ít nhất 5 năm.
Địa hạt Guernsey được biết đến lần đầu tiên trong lịch sử từ năm 933, khi quần đảo này nằm dưới quyền kiếm soát của William Longsword, người cai trị Công quốc Normandy, trước đó các đảo này thuộc quyền kiển soát của Công quốc Brittany. Đảo Guernsey và các đảo thuộc Quần đảo Eo biển khác tạo thành một phần lãnh thổ của Công quốc Normandy dưới thời Công tước William, sau trở thành vua của Anh với vương hiệu William I. Năm 1204, Pháp chinh phục Normandy, nhưng không có động thái chinh phục các đảo ngoài khơi, và các đảo thuộc Quần đảo Eo biển trong đó có Guernsey trở thành nơi còn lưu lại những tàn tích cuối cùng của Công quốc Normandy thời Trung cổ, trong khi đó lãnh thổ của Normandy trên đất liền trở thành một phần lãnh thổ của Pháp và bị Pháp hoá.
Các đảo thuộc Địa hạt Guernsey nằm rải rác xung quanh toạ đoạ 49,5666 ° Bắt 2,3833 ° Tây, với tổng diện tích mặt đất là 78 km2 (30 dặm vuông) với tổng đường bờ biển là 50 km (31 dặm). Độ cao thay đổi từ bờ biển về phía trung tâm các đảo, nơi cao nhất là Le Moulin với 114 m (374 ft) so với mực nước biển, địa điểm này nằm trên đảo Sark.
Lãnh thổ địa hạt có nhiều đảo nhỏ, đá ngầm và rạn san hô, kết hợp với biên độ thủy triều 10m và dòng chảy xiết lên đến 12 hải lý/giờ, khiến cho việc di chuyển bằng thuyền trong vùng biển xung quanh các đảo trở nen nguy hiểm.

## Thư viện ảnh

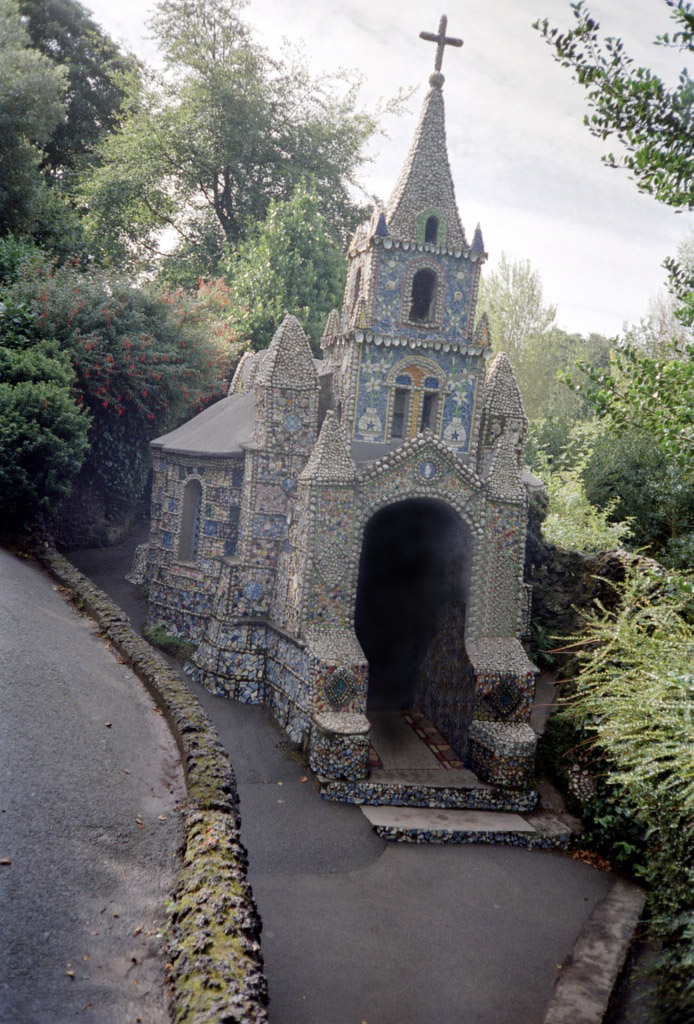
Nhà thờ nhỏ, Les Vauxbelets, Guernsey
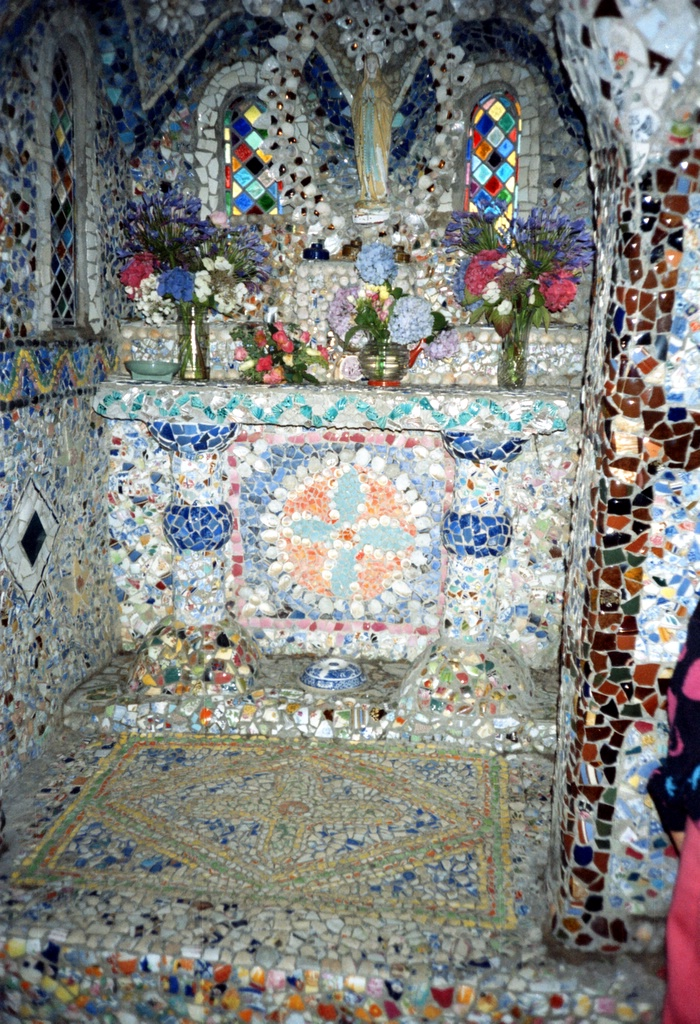
Bên trong nhà thờ nhỏ
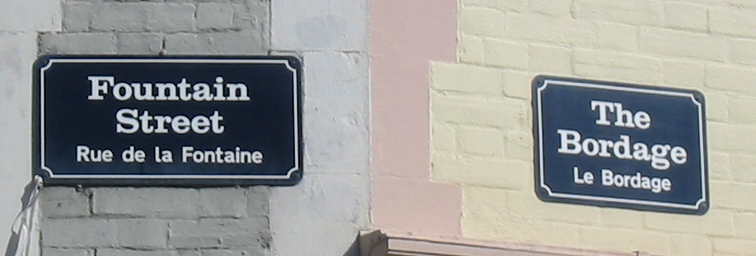
Biển Fountain Bordage tại cảng St Pêtr Guernsey
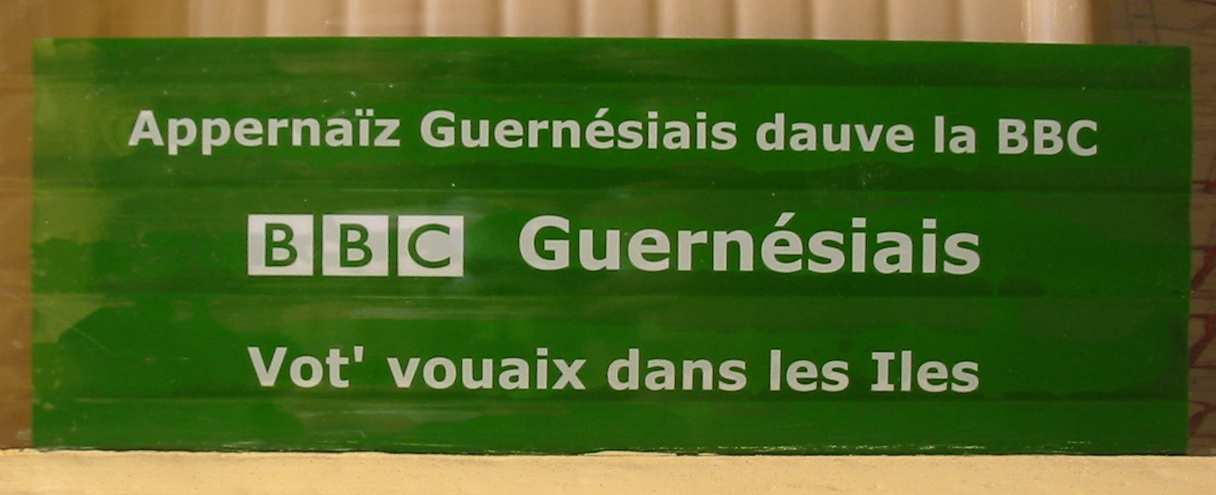
Miếng dán Guernésiais BBC
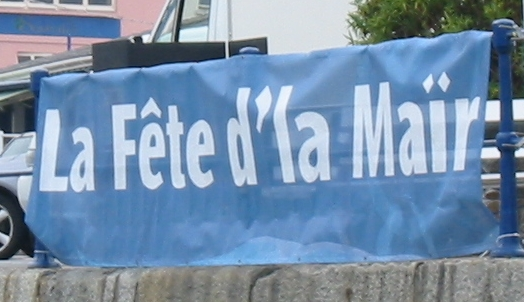
Liên hoa Biển (ở Guernésiais)
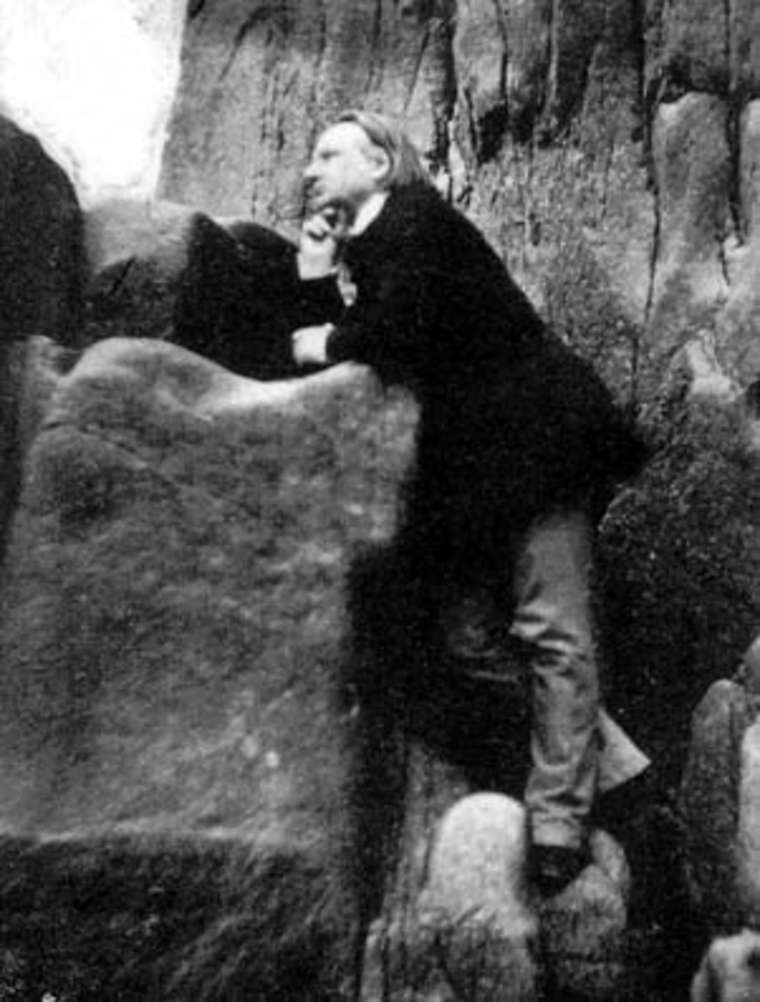
Victor Hugo tha hương ở Jersey
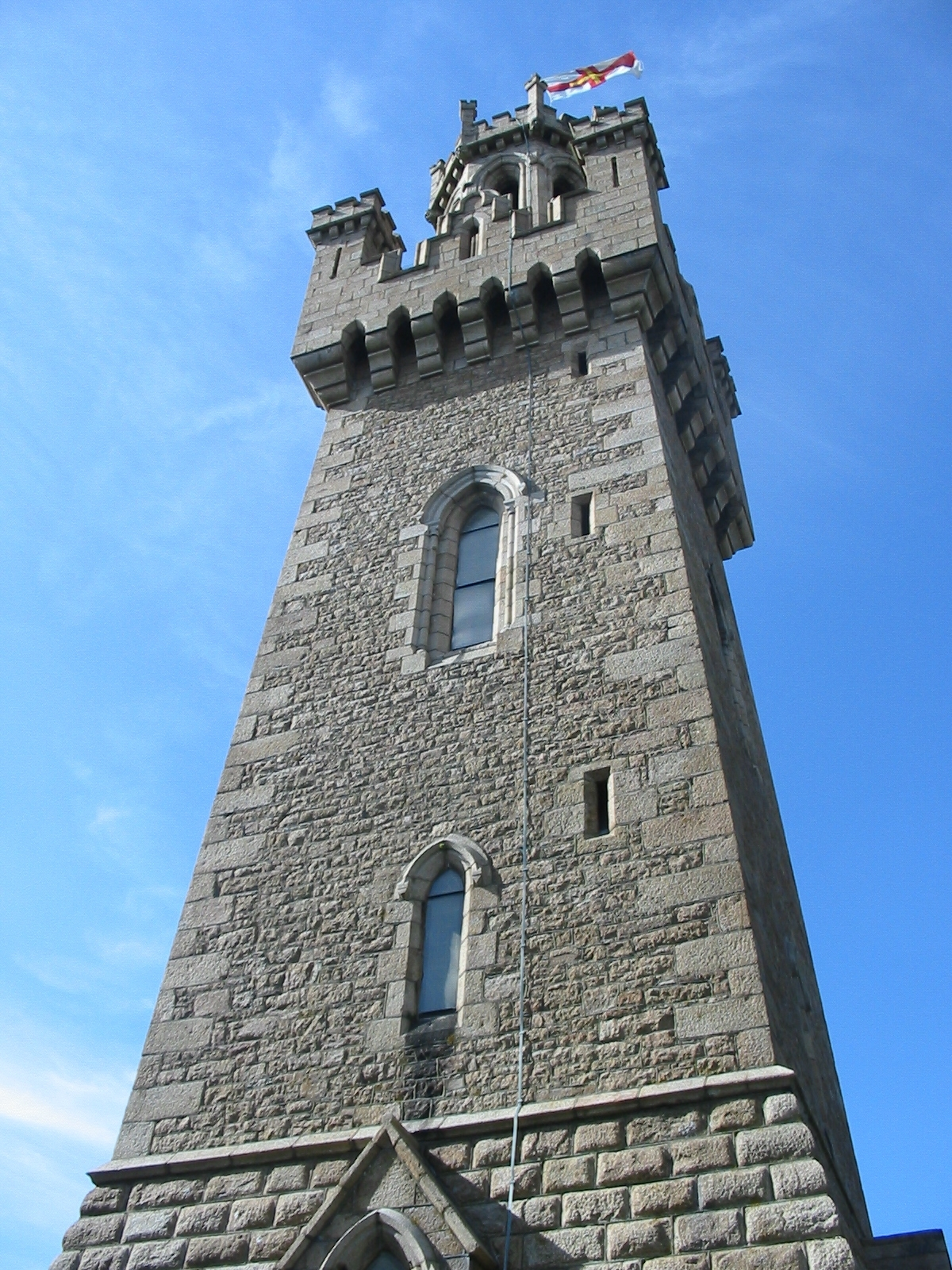
Tháp Victoria
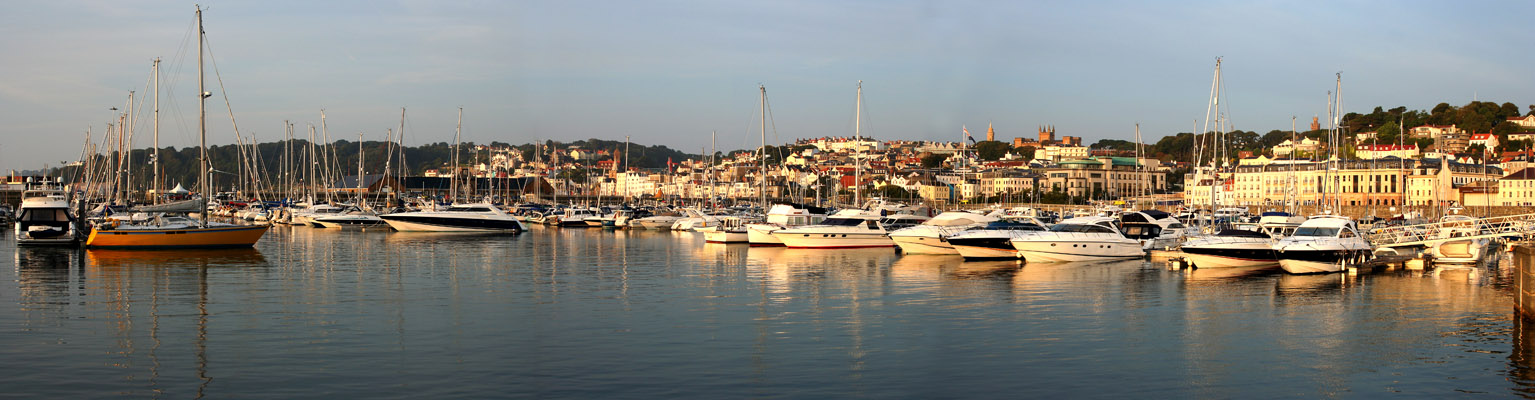
QE2 Marina, Cảng St. Peter
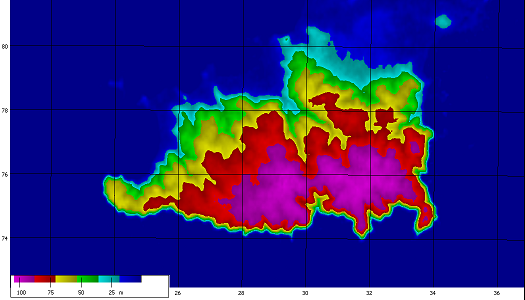
Bản đồ nổi Guernsey từ dữ liệu SRTM